# Île de Sable (Nouvelle-Calédonie)
Pour les articles homonymes, voir Île de Sable.
L'Île de Sable (appelée en anglais Sandy Island ou Sable Island) est une île fantôme rapportée sur diverses cartes maritimes depuis la fin du XIXe siècle, mais dont l'existence a été infirmée définitivement en 1979. Elle était censée se situer entre l'Australie et la Nouvelle-Calédonie, à l'ouest-nord-ouest de l'île principale de cet archipel. 
L'île apparaît comme une masse terrestre sur les mappemondes, notamment Google Maps et le Times Atlas of the World et sur les cartes marines américaines et britanniques. En revanche, elle est absente des cartes marines du service hydrographique et océanographique de la marine (SHOM) depuis 1979 et une mission de reconnaissance de l'aviation navale française qui conclut à son inexistence. Afin de mettre fin à ces différences, le SHOM mena une nouvelle étude en 2008 et conclut à la présence probable d'un mont-sous marin et non d'une île. Une expédition scientifique australienne étudiant la tectonique des plaques de la mer de corail a révélé que l'île n'existait pas, les fonds atteignant 1 400 m de profondeur à cet endroit et confirma la théorie du SHOM sur la présence d'un mont-sous marin. Si l'île avait existé, elle se serait située dans les eaux territoriales françaises.
Il a été suggéré que l'île était d'abord apparue sur une carte comme « erreur volontaire » afin de confondre les falsificateurs et que son existence n'avait jamais été vérifiée depuis. Dans la cartographie, en effet, il n'est pas inhabituel d'ajouter sur la carte une rue fictive dans le but de piéger d'éventuels contrefacteurs. Néanmoins, le Service hydrographique australien (en anglais Australian Hydrographic Service), qui fait partie de la Royal Australian Navy, a déclaré que cette méthode n'était pas une pratique normale dans l'élaboration de cartes marines.

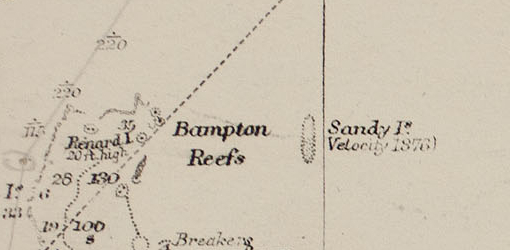
Carte britannique de 1908, indiquant la position supposée de l'île de Sable et le nom du baleinier Velocity, ayant le premier fait état de cette île en 1876.

Étant donné que sur les cartes, l'île fantôme coïncide avec une élévation locale du plateau continental, il pourrait s'agir d'une élévation sablonneuse du plancher océanique. Mais comme les relevés ont indiqué à cet endroit une profondeur de 1 400 mètres, cela n'est pas plausible. « C'est tout simplement un mirage, issu d'un usage trop confiant des multiples banques de données informatiques qui recèlent quelques erreurs », confirme Thierry Rousselin, directeur de l'agence cartographique Geo212. Selon un historien néo-zélandais, l'origine de l'erreur remonte à un relevé incorrect de 1876,.